# Piran (compus)
Piranul (denumit și oxină) este un compus heterociclic hexaciclic, nesaturat, cu oxigen, cu formula chimică C5H6O. Există doi izomeri: 2H-piranul și 4H-piranul, care diferă prin poziția legăturii duble.

## Proprietăți
4H-piranul a fost izolat și caracterizat pentru prima dată în anul 1962, fiind obținut în urma reacției de piroliză a 2-acetoxi-3,4-dihidro-2H-piranului. Este un compus instabil, în special expus la aer. 4H-piranul suferă disproporționare la dihidropiran și ion piriliu.